# Berg van Barmhartigheid (Brussel)

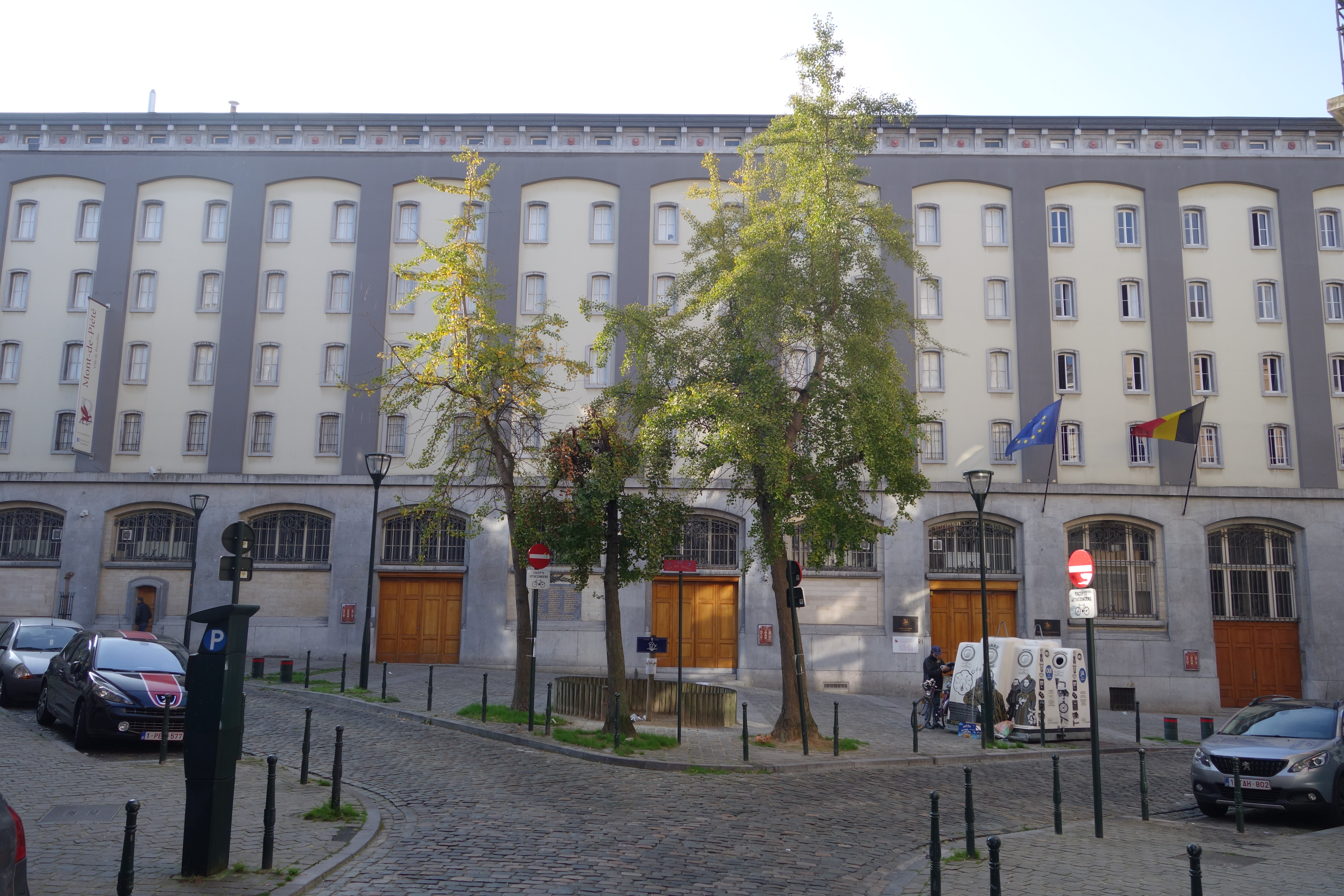
Voorgevel van de Berg van Barmhartigheid

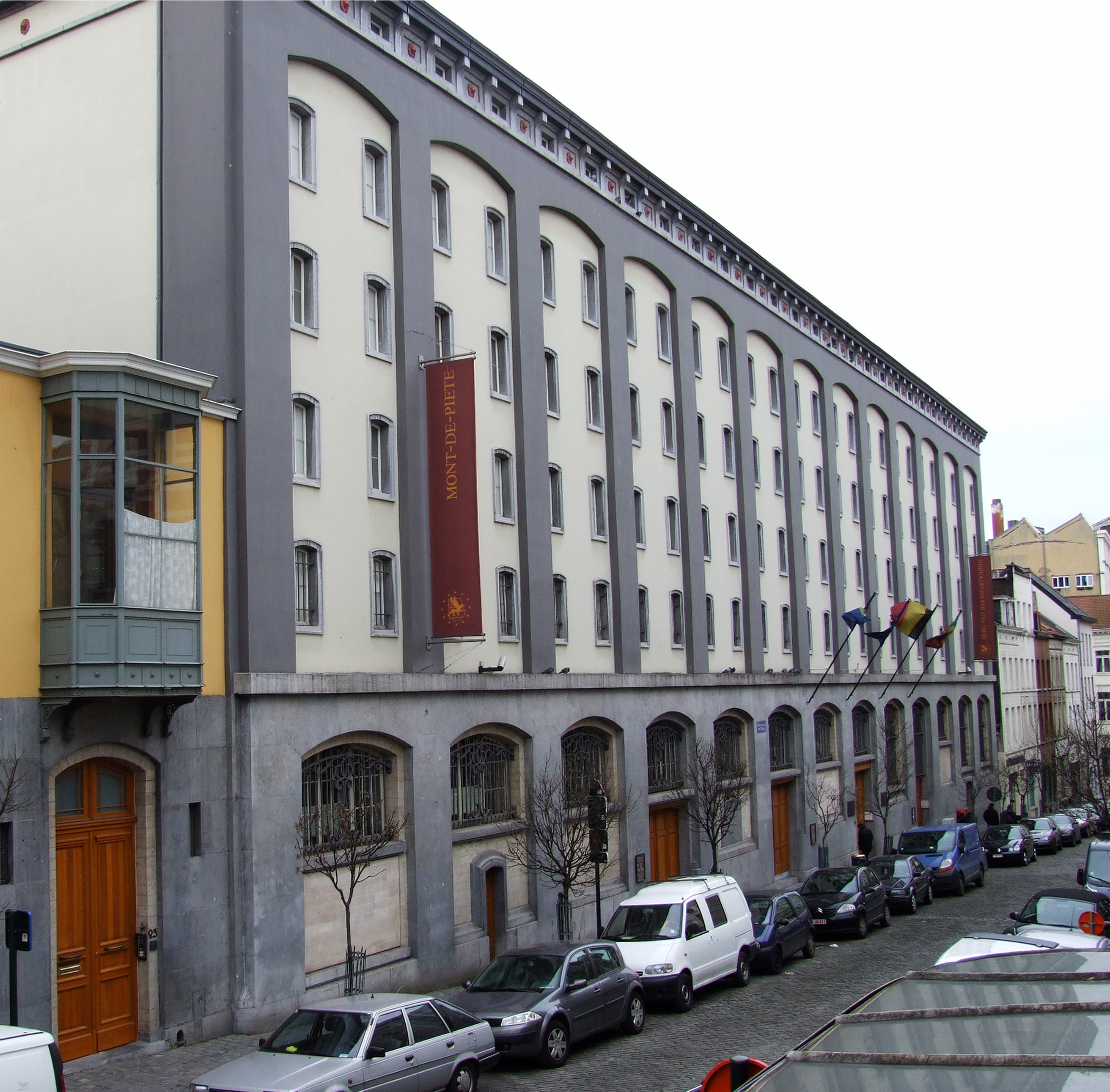
Wachthuisje

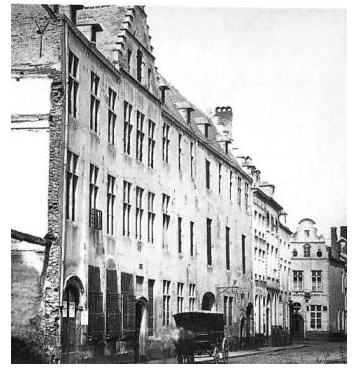
Oude Berg van Barmhartigheid ('Hof van Beersel') in de Lombardstraat

De Berg van Barmhartigheid van Brussel, gelegen in de Marollen, is de oudste openbare kredietinstelling van het land. Al sinds 1618 verstrekt ze leningen tegen onderpand. Tegenwoordig is dit gratis (zonder rente).

## Geschiedenis
De Berg werd opgericht onder impuls van ingenieur-kunstenaar-diplomaat Wenceslas Cobergher. In Italië had hij het fenomeen van de Monti di Pietà bestudeerd en was hij gesterkt in zijn idee dat er ook in de Spaanse Nederlanden een grote behoefte was aan zulke instellingen. Hij kon de aartshertogen Albrecht en Isabella overtuigen en werd aangesteld tot hoofdintendant. Op 26 september 1618 opende hij de Brusselse Berg van Barmhartigheid, een omvorming van een bestaand krediethuis. Vóór 1633 zouden er nog veertien volgen.
Aanvankelijk lag de Berg in de Volrestraet, die door zijn aanwezigheid later Lombardstraat ging heten. Cobergher kocht hiervoor het ondertussen verdwenen Hof van Beersel aan. De Berg vroeg een lagere rente dan de particuliere pandjeshuizen: 15% in het eerste jaar en 12% vanaf het tweede.
De Franse Tijd betekende bijna het einde van de Berg, maar na een onderbreking werden de activiteiten hervat. In 1856-62 verhuisde hij naar een nieuwbouw ontworpen door Alexis Partoes in de Sint-Gisleinstraat 19-23. Het terrein was dat van het vroegere kapucijnenklooster, dat in het bezit was gekomen van wijnhandelaar Edouard Mosselman. Zijn statige villa kreeg de functie van directeurswoning. Partoes ontwierp een ruim, L-vormig gebouw met vijf bouwlagen en dertien traveeën onder een schilddak. De gietijzeren kolommen, smeedijzeren balken en kleine gewelfboogjes stonden borg voor de brandveiligheid (principe van de fireproof mill). In de tweede travee was een wachthuisje.
Naar het einde van de eeuw volgde een verbouwing onder architect Émile Janlet, die de verkoopzaal voorzag van art-nouveau-elementen.
De kelders worden gebruikt door het Voormalig Groot Koninklijk en Edel Serment der Kruisboogschutters van Onze-Lieve-Vrouw ten Zavel.
In 2010 werd de instelling het slachtoffer van fraude. Medewerkers namen klanten mee op straat en kochten zelf de aangeboden juwelen aan.

## Werking
Klanten van de Berg van Barmhartigheid kunnen een lening krijgen van 50 à 70 procent van de geschatte waarde van hun pand. In veruit de meeste gevallen gaat het om gouden juwelen, die worden opgeslagen in beveiligde ruimtes. Maar ook wijn kan bijvoorbeeld in aanmerking komen. De overgrote meerderheid van de klanten betaalt hun lening tijdig terug, meestal na een zestal maanden. De Berg beschikt over een eigen verkoopzaal waar het onderpand van niet-afgeloste leningen wordt geveild. Tegen commissie kunnen daar ook objecten rechtstreeks te koop worden aangeboden.

## Bestuur en regelgeving
De raad van bestuur van de Berg wordt benoemd door de Brusselse gemeenteraad en in naam voorgezeten door de burgemeester. Sinds 1848 is het verstrekken van pandleningen onderworpen aan een vergunning. Als enige instelling in België beschikt de Brusselse Berg hierover. In 2014 startte de Berg een rechtszaak tegen Cash Converters wegens pandlening zonder vergunning.
Sinds een wetswijziging van 1923 is men ook gaan spreken over een "Openbare Kas van Lening" (Caisse publique des Prêts).

## Voetnoten
1. ↑  De Leenbeurze van Ieper en de Berg van Charitate van Brugge waren ouder (resp. 1534 en 1573), maar die bestaan niet meer.
2. ↑  Gesloopt in 1860-62 voor de aanleg van de Zuidstraat.
3. ↑  De onteigening van het klooster als nationaal goed gebeurde in 1796 en de openbare verkoop in 1803.
4. ↑  Le Mont-de-Piété arnaqué en interne, dhnet.be, 13 oktober 2010
5. ↑  Organiek reglement van de Gemeenteraad van de Stad Brussel van 19 december 1994, goedgekeurd door het Brussels Hoofdstedelijk Gewest op 6 februari 1995
6. ↑  Wet van 30 april 1848 op de herinrichting der bergen van barmhartigheid